# Pterospondylus
Pterospondylus („okřídlený obratel“) byl vědecky pochybný rod malého, vývojově primitivního teropodního dinosaura, náležejícího do nadčeledi Coelophysoidea a čeledi Coelophysidae.

## Popis

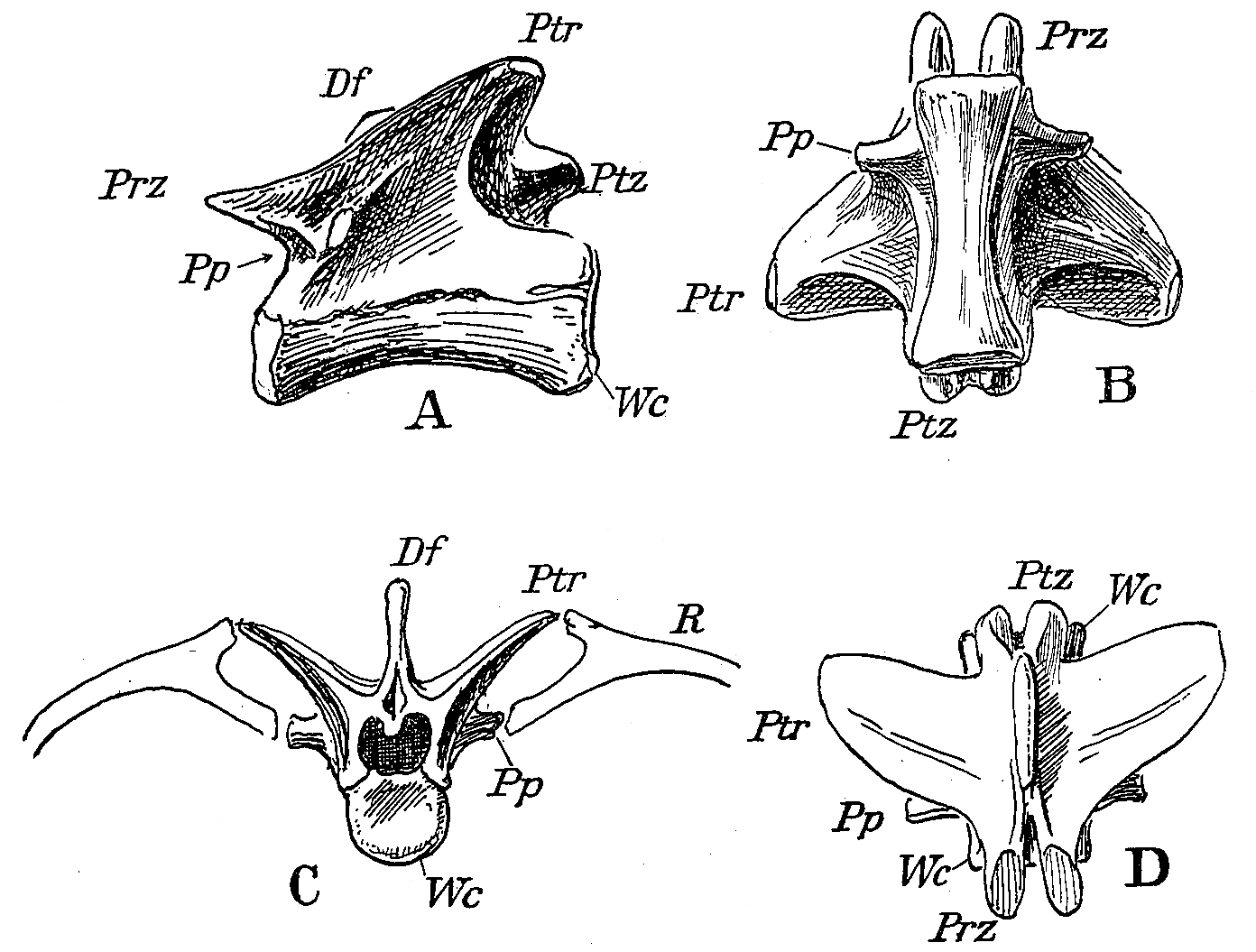
Pterospondylus trielbae – dochovaný obratel z různých úhlů pohledu.

Popisný materiál představuje pouze jeden hrudní obratel, popsaný německým paleontologem Otto von Jaekelem v letech 1913 až 1914. Vzhledem k nekompletnosti fosilního materiálu se jedná o nomen dubium (pochybné jméno). Jednalo se zřejmě o zástupce célofyzidních teropodů, vzdáleně příbuzných rodům Coelophysis, Liliensternus, Podokesaurus a dalším. Byl zástupcem rozsáhlého kladu Ceratosauria.
Druh P. trielbae žil v období svrchního triasu, asi před 216 miliony let, jeho fosilie byly objeveny v sedimentech druhově bohatého geologického souvrství Trossingen na území jižního Německa. Rodové jméno odkazuje k tvaru zachovaného obratle, druhové pak označuje období ("tri" jako trias) a místo – "elbae" podle řeky Labe, v jejímž povodí byl nález učiněn).